# Brunellia integrifolia
Brunellia integrifolia är en tvåhjärtbladig växtart som beskrevs av Szyszyl.. Brunellia integrifolia ingår i släktet Brunellia och familjen Brunelliaceae. Inga underarter finns listade i Catalogue of Life.